# الإسماعيلية (كفر سعد)
الإسماعيلية هي إحدى قرى مركز كفر سعد التابع لمحافظة دمياط بجمهورية مصر العربية.